# Bittere Ernte
Bittere Ernte (lit. ‘Collita amarga’) és una pel·lícula alemanya del 1985 dirigida per la directora polonesa Agnieszka Holland. El film s'inspira en la novel·la de Herman H. Field i Stanisław Mierzeński.

## Argument
L'hivern de 1942 la Wehrmacht alemanya ha ocupat gairebé tot Europa. Rosa Eckart, una estudiant de medecina jueva feta presonera, aconsegueix escapar-se del tren de càrrega que la transportava cap a un camp de concentració nazi i va a parar així a Silèsia. Durant la fuga Rosa perd el seu home i el seu fill, i s'amaga sola en un bosc fins que la troba Leon, un pagès polonès que decideix ajudar-la.
L'ancià Leon, que és solter, amaga Rosa a casa seva i té cura d'ella quan es posa malalta i delira a causa de la febre. Leon és un pagès extremadament catòlic que inclús havia aspirat a ser capellà. D'aquesta vocació espiritual, això no obstant, només en resta el celibat, que pesa com una condemna sobre la reclosa i solitària vida de Leon.
És precisament amb l'arribada de Rosa que Leon veu l'oportunitat de poder acabar finalment amb aquest insoportable aïllament que tant el turmenta i obsessiona. És ben aviat que les intencions de Leon es manifesten i pressiona la jove Rosa a esdevenir la seva amant. Ella, que es troba en una situació de lluita per la mateixa supervivència, no està en condicions de poder-se qüestionar els plans de Leon malgrat els febles dubtes inicials d'escapar-se.
Els dies esdevenen setmanes i les setmanes mesos i Rosa continua al segur amagatall de Leon mentre somia amb una llibertat que no acaba d'arribar mai. Leon, per contra, pensa ja en el matrimoni, que es podria frustrar amb la descoberta de l'amagatall per part dels nazis. Un fet molt plausible, ja que Leon, pressionat per Rosa, ha col·laborat amb la resistència per tal de salvar un veí jueu. A més, al petit poble els rumors circulen ràpid i ja hi ha sospites sobre Leon.
Ell busca aleshores un nou amagatall fora de casa, i quan el troba obliga a Rosa a marxar. Això no obstant, la pertorbada jueva està convençuda que Leon ha decidit desprendre's d'ella tot abandonant-la a la intempèrie. Abans que es compleixi aquest horrible destí ella decideix treure's dignament la vida a l'amagatall de casa tot tallant-se les venes. Quan Leon se n'adona ja és massa tard per salvar-la. També massa tard arriben el marit de Rosa acompanyada de la filla del jueu que Leon havia intentat ajudar però que finalment els nazis han afusellat.
Leon enganya a la parella tot inventant-se que fa dies que Rosa ha abandonat l'amagatall. Abans de partir, Leon els dona un feix de billets al·legant que formen part d'un deute que ell mantenia amb el pare jueu de la noia.
Un temps més tard, el solitari i desolat Leon rep una carta procedent d'Amèrica. La jueva que ha ajudat li hi explica que ha acabat casant-se amb l'ex-marit de Rosa, que durant mesos havien buscat infructuosament. La jove jueva agraeix Leon per a la seva providencial ajuda, sense la qual mai haurien pogut arribar a Amèrica i començar una nova vida.

## Repartiment
- Armin Mueller-Stahl - Leon Wolny
- Elisabeth Trissenaar - Rosa Eckart
- Wojciech Pszoniak - Cybulowski
- Gerd Baltus - Capellà
- Anita Höfer - Pauline
- Hans Beerhenke - Kaspar
- Käte Jaenicke - Anna
- Isa Haller - Magda
- Margit Carstensen - Eugenia
- Kurt Raab - Maslanko
- Gunter Berger - Walden
- Wolf Donner - Dan
- Klaus Abramowsky - Senyor Rubin
- Małgorzata Gebel - Senyora Rubin
- Tilly Lauenstein - Senyora Kaminska

## Premis
- L'actor Armin Mueller-Stahl, que interpreta a Leon a la pel·lícula va obtenir el premi a la millor interpretació masculina a l'Internationalen Filmfeststival von Montreal 1985 de 1985.
- La pel·lícula va ser nominada a l'Oscar a la millor pel·lícula de parla no anglesa a la cerimònia dels Oscars de 1985.